# Judo aux Jeux africains de 2007
Navigation
Édition précédente Édition suivante
Navigation
Édition précédente Édition suivante
La compétition de judo aux Jeux africains de 2007 tient également lieu de 29e édition du championnat d'Afrique de judo 2007 car cette dernière compétition a été fusionnée avec les Jeux africains de 2007. En effet, selon la programmation habituelle, le championnat doit se tenir en mai 2007, soit deux mois avant les Jeux africains de 2007, des dates trop proches pour justifier deux compétitions distinctes. Les résultats enregistrés comptent à la fois pour les Jeux et le championnat. Cette situation est identique à celle de 1999 et 2003, alors que les deux compétitions sont organisées séparément en 2011 et 2015. 
L'Algérie, pays organisateur des Jeux, a largement dominé la compétition en remportant la moitié des titres et en s’octroyant des médailles dans la totalité des épreuves de la compétition.

## Tableau des médailles
| Rang  | Nation                           | Or | Argent | Bronze | Total |
| ----- | -------------------------------- | -- | ------ | ------ | ----- |
| 1     | Algérie                          | 8  | 3      | 5      | 16    |
| 2     | Tunisie                          | 4  | 3      | 6      | 13    |
| 3     | Égypte                           | 2  | 3      | 2      | 7     |
| 4     | Sénégal                          | 1  | 3      | 3      | 7     |
| 5     | Cameroun                         | 1  | 1      | 1      | 3     |
| 6     | Nigeria                          | 0  | 2      | 4      | 6     |
| 7     | Gabon                            | 0  | 1      | 1      | 2     |
| 8=    | Angola                           | 0  | 0      | 2      | 2     |
| 8=    | Côte d'Ivoire                    | 0  | 0      | 2      | 2     |
| 8=    | Afrique du Sud                   | 0  | 0      | 2      | 2     |
| 11=   | République démocratique du Congo | 0  | 0      | 1      | 1     |
| 11=   | Libye                            | 0  | 0      | 1      | 1     |
| 11=   | Madagascar                       | 0  | 0      | 1      | 1     |
| 11=   | Zambie                           | 0  | 0      | 1      | 1     |
| Total | Total                            | 16 | 16     | 32     | 64    |

## Podiums

### Femmes
| Épreuves                          | Or                      | Argent                    | Bronze                                               |
| --------------------------------- | ----------------------- | ------------------------- | ---------------------------------------------------- |
| Moins de 48 kg poids super-légers | Meriem Moussa (ALG)     | Sandrine Ilendou (GAB)    | Chahnez M'barki (TUN) Elsa Honorine Oyama Enye (CGO) |
| Moins de 52 kg poids mi-légers    | Hortense Diedhiou (SEN) | Amani Khalfaoui (TUN)     | Justina Agathi (NGA) Soraya Haddad (ALG)             |
| Moins de 57 kg poids légers       | Lila Latrous (ALG)      | Hajer Barhoumi (TUN)      | Ewa Ekuta (NGA) Fary Seye (SEN)                      |
| Moins de 63 kg poids mi-moyens    | Kahina Saidi (ALG)      | Nesria Jelassi (TUN)      | Funmilola Adebayo (NGA) Adjane Koumba (GAB)          |
| Moins de 70 kg poids moyens       | Rachida Ouerdane (ALG)  | Gisèle Mendy (SEN)        | Antonia Moreira (ANG) Marisca Loots (RSA)            |
| Moins de 78 kg poids mi-lourds    | Houda Miled (TUN)       | Vivian Yusuf (NGA)        | Christelle Okodombe (CMR) Kahina Hadid (ALG)         |
| Plus de 78 kg poids lourds        | Samah Ramadan (EGY)     | Adijat Ayuba (EGY)        | Souhir Madani (ALG) Nihel Cheikhrouhou (TUN)         |
| Open kg Toutes catégories         | Nihel Chikhrouhou (TUN) | Christelle Okodombe (CMR) | Souhir Madani (ALG) Samah Ramadan (EGY)              |

### Hommes
| Épreuves                          | Or                                  | Argent                      | Bronze                                            |
| --------------------------------- | ----------------------------------- | --------------------------- | ------------------------------------------------- |
| Moins de 60 kg poids super-légers | Omar Rebahi (ALG)                   | Atef Mustapha (EGY)         | Elie Norbert (MAD) Deza Elie Gbaté (CIV)          |
| Moins de 66 kg poids mi-légers    | Mounir Benamadi (ALG)               | Amin El Hady (EGY)          | Wakunguma Shapa (ZAM) Ragneb Karchoud (TUN)       |
| Moins de 73 kg poids légers       | Amar Meridja (ALG)                  | Haitham El Houssainy (EGY)  | Anis Dkhili (TUN) Nsa Bashir (NGA)                |
| Moins de 81 kg poids mi-moyens    | Youssef Badra (TUN)                 | Abderrahmane Benamadi (ALG) | Matthew Jago (RSA) Hatem Abdelakher (EGY)         |
| Moins de 90 kg poids moyens       | Hesham Mesbah (EGY)                 | Amar Benikhlef (ALG)        | Mohamed Bouguerra (RSA) Pape Ousmane Ndiaye (SEN) |
| Moins de 100 kg poids mi-lourds   | Franck Martial Moussima Ewane (CMR) | Bara Ndiaye (SEN)           | Hassan Azzoun (ALG) Mohamed Bensalah (LBA)        |
| Plus de 100 kg poids lourds       | Anis Chedly (TUN)                   | Mohammed Bouaichaoui (ALG)  | Denis Oliveira (ANG) Bathily Diegui (SEN)         |
| Open kg Toutes catégories         | Mohammed Bouaichaoui (ALG)          | Bathily Diegui (SEN)        | Amadou Kanate (CIV) Anis Chedly (TUN)             |